# Dactylispa fumida
Dactylispa fumida là một loài bọ cánh cứng trong họ Chrysomelidae. Loài này được Chen & Tan miêu tả khoa học năm 1964.